# Djibouti–Ambouli International Airport
Djibouti–Ambouli International Airport (franska: Aéroport international Ambouli) är en flygplats i Djibouti.   Den ligger i regionen Djiboutiregionen, i den östra delen av landet, 5 km söder om huvudstaden Djibouti. Djibouti–Ambouli International Airport ligger 14 meter över havet.
Terrängen runt Djibouti–Ambouli International Airport är platt. Havet är nära Djibouti–Ambouli International Airport åt nordost. Runt Djibouti–Ambouli International Airport är det ganska glesbefolkat, med 22 invånare per kvadratkilometer. Närmaste större samhälle är Djibouti, 4,9 km norr om Djibouti–Ambouli International Airport. Omgivningarna runt Djibouti–Ambouli International Airport är i huvudsak ett öppet busklandskap.